# 林美娟 (國中校長)
林美娟（1950年代—），臺東縣臺東市人，臺灣慈善家、教育工作者、國民中學校長，2018年退休。

## 生平
林美娟於國立臺東女子高級中學畢業後就讀靜宜大學化學系，大學畢業後持續深造於國立臺灣師範大學化學研究所及淡江大學教育政策與領導研究所攻讀教育學碩士學位。1975年投身教職，初任教於臺北縣三重市的光榮國中，轉任行政職後先後出任臺北市立至善國中、格致國中、明德國中與蘭州國中等校之生教、設備、註冊組組長以及教務主任、訓導主任職務，同時為臺北市教育e週報主編。2004年8月始陸續擔任至善國中、龍山國中、仁愛國中三校校長。其熱衷藝術創作且精擅油畫，於藝文界享有盛名，於校長任內即經常義賣畫作援助清寒學生繳納學雜、課輔費用。自2013年至2017年間，其與夫婿金星集團董事長詹雙發兩人一共捐款新台幣52萬元、認助學生18位。2018年從校長任上退休，追隨時年已91歲高齡的家婆江來富投身慈濟功德會志工。2019年成立金星建設文化藝術基金會出任執行長並兼以臺北市政府教育局認助清寒基金會董事身分持續捐助慈善藝文活動、原住民部落與關懷中輟生，歷年總計認助了至少新台幣171萬元與23名學生。

## 外部連結
- 林美娟校長網站 （页面存档备份，存于）